# Ophiothrix melite
Ophiothrix melite är en ormstjärneart som beskrevs av A.H. Clark 1949. Ophiothrix melite ingår i släktet Ophiothrix och familjen Ophiothrichidae. Inga underarter finns listade i Catalogue of Life.